# Lonnie Johnson
Alonzo "Lonnie" Johnson, född 8 februari 1899 i New Orleans, Louisiana, död 16 juni 1970 i Toronto, Kanada, var en amerikansk blues- och jazzsångare, gitarrist och violinist. Johnson är ansedd som en pionjär inom jazz och blues och har influerat många kända musiker såsom Elvis Presley, Bob Dylan, Jerry Lee Lewis, Albert King och B.B King med flera.